# Доње Љупче
Доње Љупче (алб. Lupçi i Poshtëm) је насеље у општини Подујево на Косову и Метохији. Атар насеља се налази на територији катастарске општине Доње Љупче површине 884 ha. Село се налази у Лабу, код Подујева. Године 1455, када је рађен турски попис, село је имало 76 српских кућа. Неколико записа сведочи да је овде у 15. веку постојао манастир са шест духовника, али до сада није утврђено где се он тачно налазио.

## Демографија
Насеље има албанску етничку већину.
Број становника на пописима:
- попис становништва 1948. године: 1052
- попис становништва 1953. године: 1174
- попис становништва 1961. године: 1243
- попис становништва 1971. године: 1545
- попис становништва 1981. године: 1905
- попис становништва 1991. године: 2189